# Deborah Wilson
Deborah Wilson   (Columbus, 5 de novembre de 1955), nascuda Keplar, és una saltadora estatunidenca, ja retirada, que va competir durant la dècada de 1970.
S'inicià en el trampolí, intentant, en va, classificar-se pels Jocs Olímpics d'Estiu de Munic de 1972. A partir de 1973 passà a centrar-se en el salt de palanca i aquell mateix any ja guanyà el campionat de l'Amateur Athletic Union. Al Campionat del Món de natació de 1973 fou setena en salt de palanca. Als de 1975 no aconseguí classificar-se per disputar la final. El 1976 va decidir retirar-se, però el seu marit la va convèncer per seguir competint i aquell mateix any aconseguiria el seu major èxit esportiu en guanyar la medalla de bronze en la prova del salt de palanca de 10 metres dels Jocs Olímpics d'Estiu de Mont-real.